# Tyran du Yucatan
Myiarchus yucatanensis
Espèce
Répartition géographique
Statut de conservation UICN

 LC  : Préoccupation mineure
Le Tyran du Yucatan (Myiarchus yucatanensis) est une espèce de passereaux de la famille des Tyrannidae.

## Description
Le tyran du Yucatan a le dessus olive foncé avec les scapulaires zébrées de lignes sombres peu visibles. La calotte est sépia strié de sombre. Les côtés de la tête et la nuque sont gris teinté d'olive brunâtre spécialement dans la région auriculaire qui s'estompe graduellement sous le menton, la gorge et la poitrine. Les plumes du haut du croupion sont brunes parfois terminées de rouille, la queue est brun grisâtre terne. L'extérieur des rectrices se termine par un brun pâle, parfois un blanc terne, l'intérieur (à l'exception du milieu), est cannelle rougeâtre. Les ailes sont brun grisâtre terne, les moyenne et grande couvertures parsemées d'olive clair ou chamois grisâtre, margées de pâle comme les secondaires. Le dessous est pamplemousse profond, similaire au-dessous des ailes, l'intérieur des rémiges se termine par de la cannelle rougeâtre pâle. Le bec est noir ou noir brunâtre, les pattes noires.

## Habitat
Cette espèce fréquente principalement les régions de forêts à feuillage caduc faiblement boisées ou des clairières. Dans la zone tropicale, elle se limite aux forêts secondaires et aux clairières.

## Alimentation
Le tyran du Yucatan est principalement insectivore mais mange également des aliments végétaux.

## Répartition et sous-espèces
Selon la classification de référence du Congrès ornithologique international (15.1, 2025) il se répartit en trois sous-espèces (ordre phylogénique) :
- M. y. yucatanensis Lawrence, 1871 — nord de la péninsule du Yucatán ;
- M. y. lanyoni Parkes & A.R. Phillips, 1967 — Cozumel ;
- M. y. navai Parkes, 1982 — sud, nord du Bélize et du Guatemala.